# Tasziló Festetics

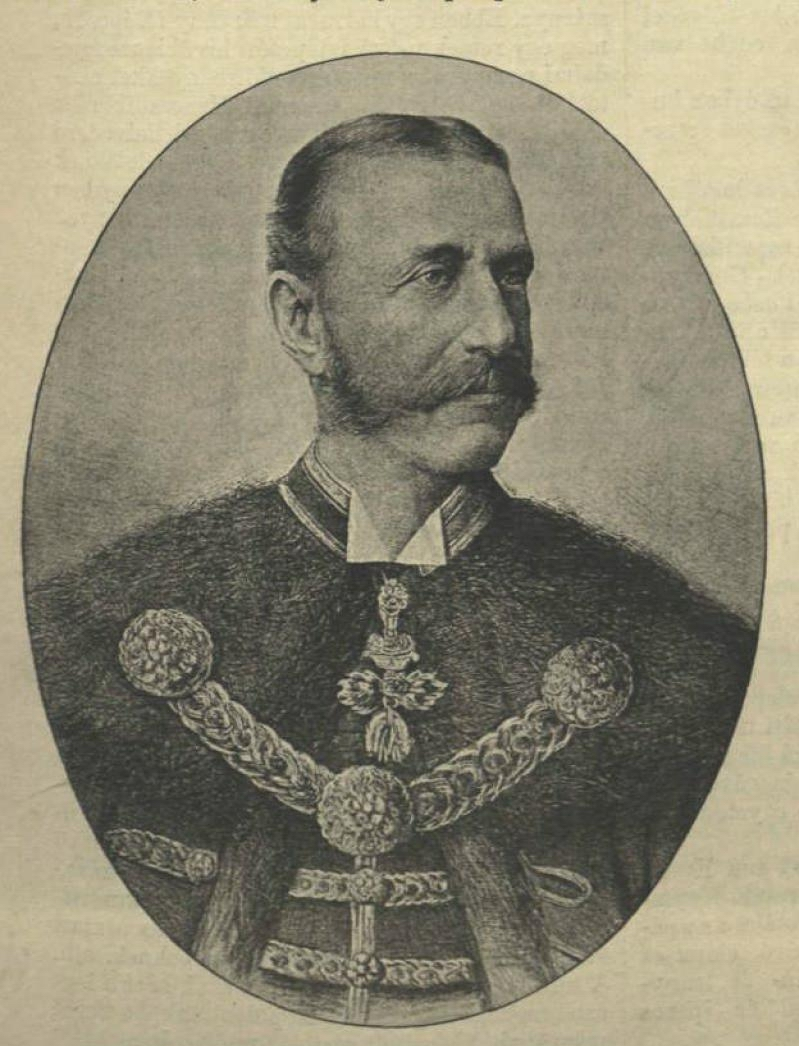
Tasziló Festetics, 1897

Tasziló (Tassilo) Graf Festetics von Tolna, ab 1911 Fürst Festetics von Tolna (* 5. Mai 1850 in Wien; † 4. Mai 1933 in Keszthely) war ein ungarischer Politiker, Pferdezüchter und Hofbeamter.

## Leben
Tasziló Festetics entstammte aus einer alten ungarischen Adelsfamilie und wurde als ältester Sohn von György Festetics in Wien geboren. Den Großteil seiner Jugend verbrachte er im Ausland, vor allem in England. 1880 heiratete er Mary Victoria Hamilton, die ehemalige Prinzessin von Monaco. Dadurch befreundete er sich eng mit dem britischen Thronfolger Prinz Eduard, der mehrmals auf Besuch ins Schloss Festetics kam. 1882 wurde er Kämmerer und übernahm nach dem Tod seines Vaters 1883 dessen großflächige Güter, die in den Komitaten Veszprém, Zala und Somogy lagen. Er beschäftigte sich in der Folge mit der Tierhaltung und besaß mit über 62.000 Tieren die größte Herde Ungarischer Steppenrinder in Ungarn. In den Jahren 1883 bis 1887 baute er sein Schloss in Keszthely umfangreich aus. Als Direktor des ungarischen Jockey-Klubs beschäftigte er sich mit der Pferdezucht, besaß er mehrere Gestüte und Rennställe. Sein Rennpferd Patience war in den 1900er Jahren das erfolgreichste in Ungarn und gewann 1905 das Deutsche Derby. 1896 ernannte ihn König Franz Joseph I. zu seinem Oberstmundschenk. Ab 1905 war er bis zum Ende der Monarchie Obersthofmeister und wurde 1911 in den erblichen Fürstenstand erhoben.

## Ehe und Nachkommen
Tasziló Festetics heiratete am 2. Juni 1880 in Budapest Lady Mary Victoria Hamilton, Tochter von William Hamilton, 11. Duke of Hamilton, und Marie Amalie von Baden. Das Paar hatte vier Kinder:
- Mária (1881–1953) ⚭ Karl Emil zu Fürstenberg (1867–1945);
- György (1882–1941) ⚭ Marie von Haugwitz;
- Alexandra Olga (1884–1963), ⚭ (1) 1905 Karl Otto zu Windisch-Grätz (1871–1915), ⚭ (2) 1917 Erwin zu Hohenlohe-Waldenburg-Schillingsfürst († 1950);
- Karola (1888–1951) ⚭ Oskar von Gautsch.